# Országos Zeneiskolai Zongoraverseny
Országos Zeneiskolai Zongoraverseny (Nyíregyháza, 1977.)

## Története
1977-ben megalakult az Országos Zeneiskolai Zongoraverseny Nyíregyháza székhellyel. A verseny gondolatát Sára Jenő zongoraművész - tanár álmodta meg. A verseny tematikájának összeállítása is az ő nevéhez fűződik. A verseny országos elismertetéséért sokat tett az akkori országos művelődési hivataloknál , zeneiskoláknál és a zeneművészeti főiskoláknál. Szakmai tekintélyével és elismertségével, széles körű ismeretségével megszerezte több szakmai személyiség pártfogását, akik maguk is a verseny ügye mellé álltak és később a zsűri soraiban is tevékenykedtek. Ezen verseny résztvevői és győztesei közül azóta, több országosan és nemzetközileg elismert művésznek indult el innen a karrierje (Pl. Bogányi Gergely, Balázs János, Krausz Adrienne, Koczor Péter, Várjon Dénes, stb.).